# القصف الجوي للمدن

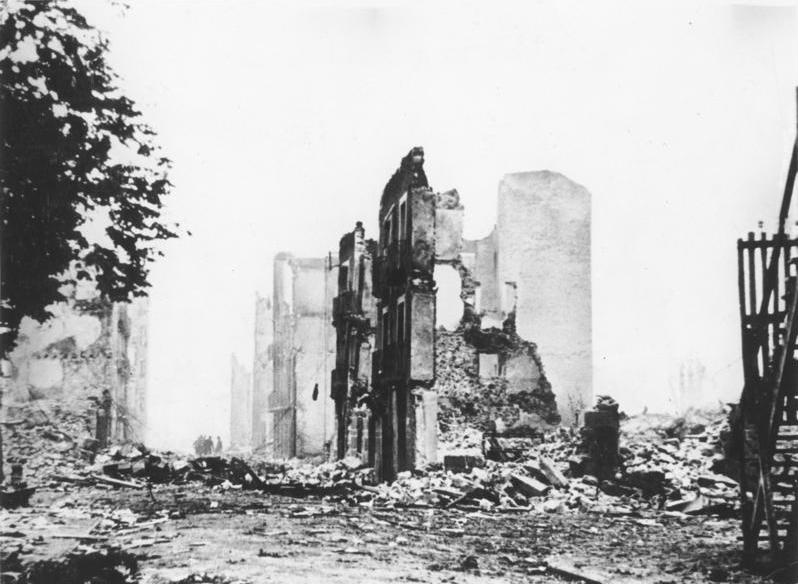

القصف الجوي للمدن في الحرب عنصر اختياري في القصف الاستراتيجي حيث أصبح واسع الانتشار خلال الحرب العالمية الأولى. ازداد قصف المدن على مستوى كبير في الحرب العالمية الثانية ومازال يُطبق حتى يومنا هذا. سبّب تطور القصف الجوي زيادة في قدرة الجيوش المسلحة على توجيه الذخائر من الجو ضد المقاتلين والقواعد العسكرية والمصانع، كما قلّل بشكل كبير من المخاطر على القوات البريّة. كانت الإصابات في صفوف المدنيين وغير المقاتلين في المدن التي تعرضت للقصف نتيجة متعمّدة لذلك، أو أضرار جانبية مباشرة لا يمكن تجنبها أو بسبب التكنولوجيا. بُذلت جهود متعددة للحد من القصف الجوي من أجل حماية غير المقاتلين.

## قبل الحرب العالمية الأولى

### الطائرات الورقية
تم استخدام الطائرات الورقية الحارقة في الحروب من قبل الصينيين. خلال عهد حكم أسرة سونغ، تم تطوير «غراب النار» كسلاح، وهو طائرة ورقية تحمل مسحوقاً حارقاً وفتيلاً وقضيباً محترقاً من البخور.  توصّف دراسة الباحث والتر دو ميلميت التي كتبها في عام 1326 بعنوان De nobilitatibus, sapientiis, et prudentiis regum مجموعة من الفرسان يطّيرون طائرة ورقية محملة بقنبلة نارية محمّلة بالمسحوق الأسود فوق جدار المدينة.
في القرن السابع عشر ربطت قوّات الملك التايلندي فيتراتشا براميل من البارود بطائرات ورقية تم استخدامها في الاعتداء الجوي.

### البندقية 1849
في عام 1849، أطلقت القوات النمساوية المُحاصِرة للبندقية نحو 200 بالون حارق، كل واحد منها يحمل قنبلة بحجم 24 إلى 30 رطل مع فتيل زمني فوق المدن المُحاصرة. تمّ إطلاق البالونات من اليابسة ومن السفينة البحرية النمساوية SMS Vulcano التي كانت بمثابة حاملةٍ للبالون.

### الغزو الإيطالي لليبيا
تم تنفيذ أول غارة جويّة خلال الحرب الإيطالية التركية من قبل القوات الإيطالية ضد مجاهدين الحركة السنوسية في ليبيا في نوفمبر/تشرين الثاني في عام 1911. ألقى جوليو غافوتي نحو 1.5 كيلو غرام من المتفجرات على مدينة الكفرة التي تقع في اقليم برقة .

### حرب البلقان
تم قصف أدريانوبل (أدرنة حالياً) من قبل بلغاريا في عام 1912 في حرب البلقان الأولى. تاريخياً، كان ذلك أول قصف لمدينة من خلال طائرة أثقل من الهواء الذي تشغله. في صباح 29 أوكتوبر/تشرين الأول من العام 1912 في الساعة 9:30 صباحاً أقلعت الطائرة  Albatros F-3 من مطار بقرب قرية مصطفى باشا- حالياً سفيلنغراد، بلغاريا. كان الطيّار هو الكابتن رادول ميكوف يرافقه المراقب والمفجّر برودان تاراكيف. كان المطار مخصصاً لتنفيذ إقلاع وهبوط الطائرات. وفقاً لأحد التقارير كانت الظروف الجوية جيدة جداً. دامت الرحلة لمدة ساعة و20 دقيقة على ارتفاع 500 متر. حلّق الطاقم أثناء الرحلة فوق مدينة أدرنة، واكتشف القوات العثمانية المتخفية في القرى المجاورة وتوجه نحوها إلى محطة السكك الحديدية في المدينة، بالقرب من قرية كاراجاش. كانت الطائرة محمّلة بقنبلتين تم إطلاقهما في الساعة 10:00 صباحاً فوق المحطة. هبط الطاقم بنجاح في المطار مع أربعة فتحات في السقف. وصل عدد من الصحفيين والعسكريين المرافقين إلى الموقع.

### الثورة المكسيكية
في مايو/أيار من عام 1914، وخلال ثورة 1910-1917، أمر الجنرال فينوستيانو كارانزا، الرئيس لاحقاً، طائرة ذات سطحين أن تقصف تل نيفيريا المتاخم لمنطقة وسط مدينة مازاتلان من أجل الاستيلاء على المدينة. وقعت القنبلة بدون قصد في أحد شوارع المدينة وأسفرت العملية عن مقتل أربعة مدنيين، بمن فيهم دبلوماسي فرنسي وجر عدة أشخاص آخرين.

## الحرب العالمية الأولى
أول هدف مدني تم قصفه هو مدينة أنتويرب البلجيكية. تم قصف هذه المدينة التي كانت تُلقب حينها بالحصن الوطني لبلجيكا خلال ليل 24- 25 آب/أغسطس من عام 1914.بدلاً من استهداف القلاع المحيطة، كان هدف السفينة الهوائية Zeppelin LZ 25 هو قصف المركز التاريخي المميز بشكل واضح للمدينة. أسقطت zeppelin عشرة قنابل تقريباً لتتسبب بمقتل عشرة أشخاص وتجرح أربعين آخرين. قامت القوات الجوية البحرية الملكية البريطانية (RNAS) بأول عمليات القصف الاستراتيجي في 22 سبتمبر/أيلول عام 1914 و8 أوكتوبر/تشرين الأول عندما قامت بتفجير قواعد Zeppelin في كولونيا ودولسودورف.
حملت الطائرات 20 رطل من المتفجرات، وتم تدمير سفينة هوائية واحدة على الأقل. في 19 يناير/كانون الثاني من عام 1915 ألقت سفينتي Zeppelin ألمانيتين 24 قنبلة شديدة الانفجار بوزن خمسين كيلو غرام (110 رطل) وثلاثة كيلوغرامات من مواد حارقة غير فعالة على البلدات الإنكليزية يارموث وشيرينغام وكينغز لين والقرى المحيطة بها، وقُتل فيها جميعاً أربعة أشخاص وجُرح 16 آخرون وتم تقدير الخسائر المالية بنحو 7740 جنيهاً استرلينياً.
قُصفت لندن لأول مرة في 30 مايو/أيار عام 1915. في يونيو/حزيران عام 1916 سمحت الحكومة الألمانية بغارات موجّهة ضد المراكز المدنيّة مما أدى إلى 23 غارة جوية عام 1916 تم فيها إسقاط 125 طن من الذخائر لتتسبب بمقتل 293 شخصاً وجرح 691 آخرين. تحسّنت الدفاعات الجويّة البريطانية تدريجياً كما طرح الألمان طائرات قاذفة كبيرة من أجل قصف بريطانيا. في عام 1917 وعام 1918 كان يوجد 11 غارة زيبلين ضد إنكلترا، وحدثت الغارة الأخيرة في أغسطس/آب من العام 1918 والتي تسببت في موت بيتر ستريسر، القائد العسكري لقسم السفن البحرية الألمانية.
بحلول نهاية الحرب تم تنفيذ 51 غارة أُسقِط فيها 5806 قنبلة وقُتل نتيجتها 557 وجُرح 1358. خلال غارات زيبلين خسر الألمان أكثر من نصف سفنهم و40% من طاقمهم. قيل أن تأثير الغارات كان أكثر بكثير من الأضرار المادية الحاصلة بسبب تحويل مسار الأنتاجية في وقت الحرب وإعاقتها وتحوّل 12 سرباً بحرياً و10000 رجل إلى الدفاعات الجوية.
طوّر البريطانيون قوة مستقلة من قاذفات بعيدة المدى يمكنها أن تقصف برلين، لكن الحرب انتهت قبل أن تبدأ هذه الغارات.
بعد الحرب، أدّى التطور العلمي والتكنلوجي للقاذفات إلى الاعتقاد أن القصف الجوي سيكون مدمّراً للمدن ومن المستحيل إيقافه، كما صرّح ستانلي بالدوين في خطابه عام 1932 بعنوان: «سيستمر القصف دائماً»

## فترة ما بين الحربين العالميتين

### التمرد العراقي ضد البريطانيين
بعد الحرب العالمية الأولى، كانت هناك احتجاجات في العراق ضد استمرار الحكم البريطاني. عارض العديد من العراقيون من خلال طيف واسع من الآراء الانتداب البريطاني على العراق. بدأ التمرد العراقي على البريطانيين بظاهرات سلمية في أيار 1920. رفضت الإدارة البريطانية المطالب الأولية واندلعت المعارك في يونيو 1920. تم قمع تلك المظاهرات ونتج عن ذلك العديد من القتلى وتكاليف باهظة للإمبراطورية. تم تطبيق سياسة «الشرطة الجوية» التي ابتكرها وينستون تشرشل. أدى ذلك إلى قصف للمدنيين الهائجين، تبعها عملية تهدئة من قبل قوات الشرطة البرية، استمر ذلك إلى منتصف العشرينات. تضمنت الحملة الجوية السيد آرثر هاريس، البارونيت الأول، الذي قاد سرباً من فيكرز فيرنون المتورط بتفجير وتهديد المدنيين المتمردين. كان هاريس يشعر أن التعامل مع المدنيين العرب كان يتطلب هذا النوع من المعاملة الثقيلة.